# Sinapidendron rupestre
Sinapidendron rupestre — вид рослин з родини Капустяні (Brassicaceae), ендемік Мадейри.

## Поширення
Ендемік архіпелагу Мадейра (о. Мадейра).
Цей вид виростає в лаврових лісах.

## Використання
Це потенційний донор генів для культивованих видів Brassica.

## Загрози та охорона
Комісія Європейських Співтовариств (2009) повідомила про низку загроз для даного виду: випас, видобуток піску та гравію, ерозія, природні катастрофи та зсуви, інвазивні види.
S. rupestre внесено до Додатку II Директиви про середовищ існування. Приблизно 50% населення мешкає в охоронних районах.